# John H. Fraine

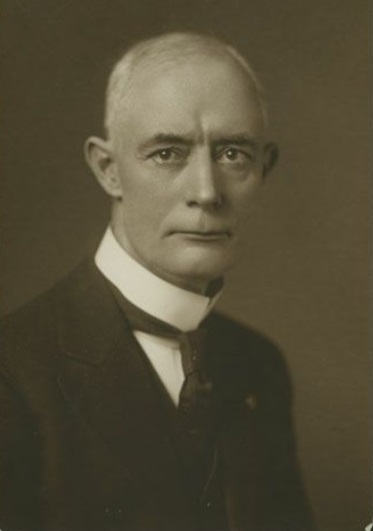
John H. Fraine (um 1909)

John H. Fraine (* 1861 in England; † 15. Mai 1943 in Minneapolis, Minnesota) war ein US-amerikanischer Politiker. Zwischen 1915 und 1917 war er Vizegouverneur des Bundesstaates North Dakota.

## Werdegang
John Fraine studierte Jura und begann dann in Grafton (North Dakota) als Rechtsanwalt zu arbeiten. Während der Niederschlagung von Unruhen auf den Philippinen um das Jahr 1900 war er Soldat einer freiwilligen Einheit aus North Dakota. Seine Einheit wurde später in die Nationalgarde seines Staates eingegliedert. Während eines Grenzkonflikts mit Mexiko im Jahr 1916 und dann im Ersten Weltkrieg kommandierte er diese Einheit.
Politisch schloss er sich der Republikanischen Partei an. Zwischen 1909 und 1914 saß er als Abgeordneter im Repräsentantenhaus von North Dakota, dessen Speaker er im Jahr 1913 war. 1914 wurde er an der Seite von Louis Benjamin Hanna zum Vizegouverneur von North Dakota gewählt. Dieses Amt bekleidete er zwischen 1915 und 1917. Dabei war er Stellvertreter des Gouverneurs und Vorsitzender des Staatssenats. In den Vorwahlen des Jahres 1914 hatte er seinen Vorgänger Anton Kraabel geschlagen, der dann aber auch wieder sein Nachfolger werden sollte. Später zog John Fraine nach Minneapolis in Minnesota, wo er juristischer Berater der Veterans’ Administration wurde. Dort ist er am 15. Mai 1943 auch verstorben.